# Žďár nad Sázavou 3
Žďár nad Sázavou 3, zvaná Stalingrad, je část města Žďáru nad Sázavou.
Čtvrť vznikla jako obytné zázemí pro zaměstnance nově vzniklých Žďárských strojíren a sléváren (ŽĎAS) založených v roce 1952. Byla zvolena lokalita s páteřní komunikaci, vycházející z města směrem na Havlíčkův Brod, která dříve nesla jméno Ptáčkův kopec. Západně od Stalingradu prochází železniční trať Brno – Havlíčkův Brod, vybudovaná v téže době.
Hlavní, překotný stavební ruch zde probíhal v letech 1950–1960. Nejstarší zástavbou je 32 domků tzv. Dagmarků z roku 1950. Název vznikl zkomolením názvu montovaných domků Danmark, určených pro jednu generaci.
Hlavní charakter daly čtvrti cihlové domy ve stylu socialistického realismu. První jednoduché bloky vyrostly na ul. Revoluční (původně s číslováním Stalingrad 1–6). Podél tehdejší třídy Pionýrů (dnes ul. Brodská) byla postavena řada bloků s malometrážními byty, tzv. svobodárny. Kvůli svým nepřizpůsobivým obyvatelům si celá čtvrť vysloužila špatnou pověst. Bytové domy na ul. Komenského byly údajně – na rozdíl od dělnických částí – určeny inženýrům a stranickým funkcionářům ze ŽĎASu, proto dostaly lidový název Pánov.[zdroj⁠?!]
V části „U Věžičky“ tvoří několik dvorů a společně s architektonickými prvky historických slohů jim dodávají alespoň určitou osobitost. V posledních letech[kdy?] většina z nich prošla opravami. Při zateplování a instalaci betonových lodžií tento soubor přichází o římsy, sgrafita a mění se i původní barevná jednota.
V 50. letech 20. století bylo toto socialistické „horní město“ vybaveno jako samostatná jednotka s poštou, kulturním zařízením (tehdy agitační středisko), knihovnou, lékaři, zubaři, lékárnou atd. Byly zde postaveny budovy jeslí (dnes Dům pokojného stáří), 2 školek, tzv. 2. a 3. základní školy, učiliště ŽĎASu a internátu. Nescházely obchody a restaurace, řadové garáže a zahrádkářská osada.
V roce 1963 bylo otevřeno širokoúhlé kino Vysočina se značným počtem 530 sedadel. Jeho návštěvnost vyvrcholila v roce 1971 počtem 220 tisíc diváků. Je jediným kinem ve městě, v roce 2011 byla instalována digitální technologie a v roce 2017 následovala úprava interiéru spojená s redukcí počtu sedadel na 250. 
V 90. letech 20. století bylo zrušeno nejdříve dospělé, pak i dětské oddělení knihovny, byly uzavřeny zubařské ordinace a zrušeno bylo agitační středisko. Většina dalších institucí a zařízení však je zachována dodnes.

## Název
Čtvrť získala název Stalingrad hned při její výstavbě. Tento název byl formou pocty a připomínky významné bitvy u Stalingradu, která byla jednou z největších a nejkrvavějších bitev v dějinách a znamenala rozhodující obrat v druhé světové válce. Vítězství v této bitvě bylo symbolem odvahy a odolnosti.
Podobně pojmenovaná místa lze najít i v dalších evropských městech:
- Paříž, Francie: Stanice metra Stalingrad a náměstí Place de la Bataille-de-Stalingrad.
- Brusel, Belgie: Čtvrť Stalingrad a Avenue de Stalingrad.
- Rotterdam, Nizozemsko: Ulice Stalingradlaan.
- Řím, Itálie: Náměstí Piazza Stalingrado.
- Alžír, Alžírsko: Ulice Avenue de Stalingrad.
- Tunis, Tunisko: Ulice Avenue de Stalingrad.
- Lyon, Francie: Čtvrť a stanice metra Stalingrad.
- Le Havre, Francie: Ulice Avenue Stalingrad.
- Rouen, Francie: Ulice Rue de Stalingrad.
- Drancy, Francie: Ulice Boulevard de Stalingrad.
- Grenoble, Francie: Ulice Rue de Stalingrad.
- Haute-Vigneulles, Francie: Jezero Étangs de Stalingrad.

Sídliště s názvem Stalingrad existovala také v Ostravě (vzorové sídliště Ostrava-Zábřeh – Stalingrad) a v Karviné (dnes Nové Město). V Sofii, hlavním městě Bulharska, bylo náměstí Bulevard Stalingrad.
I poté, co bylo město Stalingrad přejmenováno na Volgograd, si čtvrť neoficiálně ponechala své jméno a nadále se používá, neboť odkazuje na historickou událost, nikoliv na jméno sovětského města nebo sovětského diktátora.